# Cryptolestes ferrugineus
Cryptolestes ferrugineus is een keversoort uit de familie dwergschorskevers (Laemophloeidae). De wetenschappelijke naam van de soort werd in 1831 gepubliceerd door James Francis Stephens.